# 合川站 (日本)
合川站（日语：／ Aikawa eki */?）是一個位於秋田縣北秋田市下杉字川井境，屬於秋田內陸縱貫鐵道秋田內陸線的鐵路車站。急行「森吉」停車站。

## 車站結構
島式月台1面2線的地面車站。

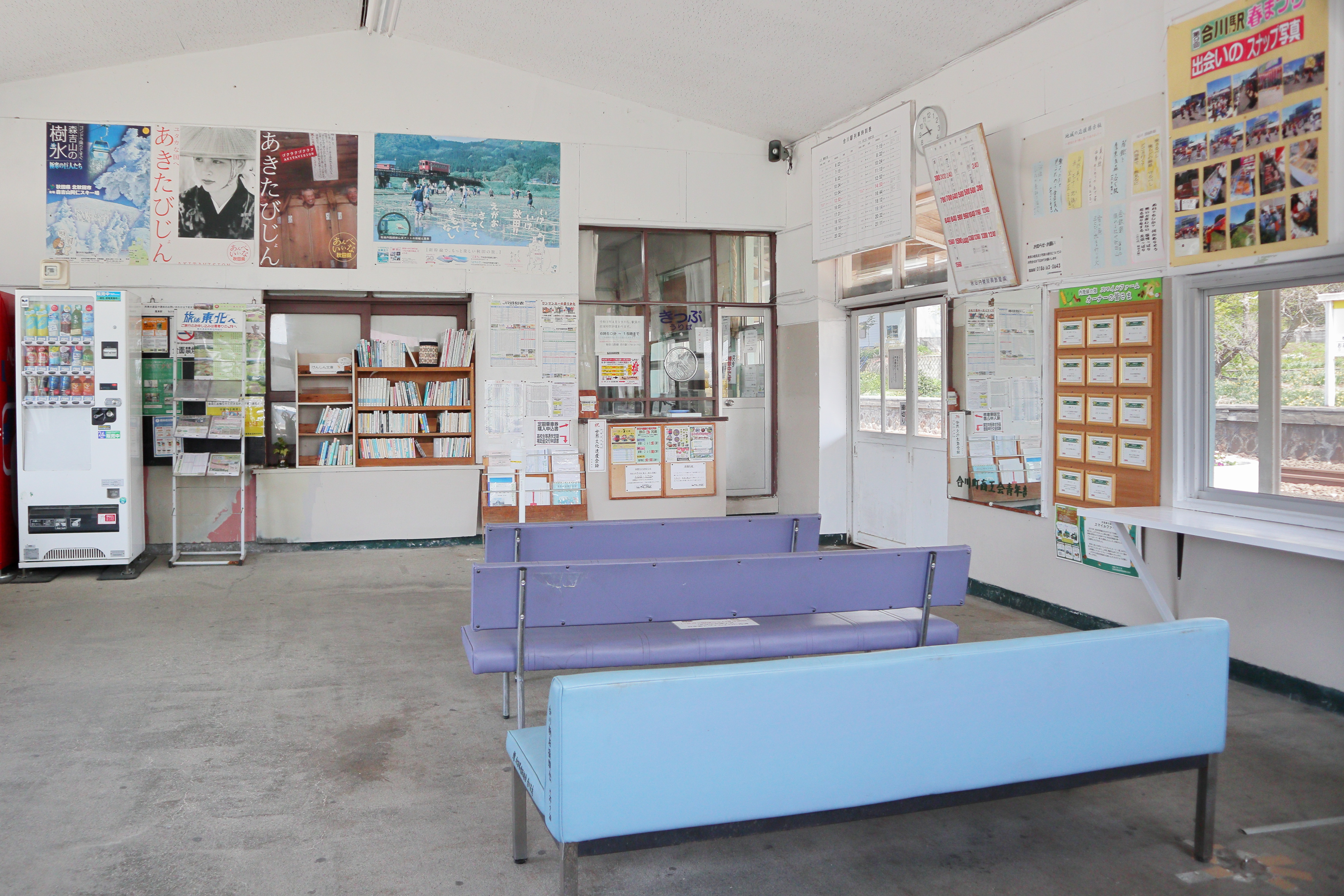
候車室内(2022年5月)

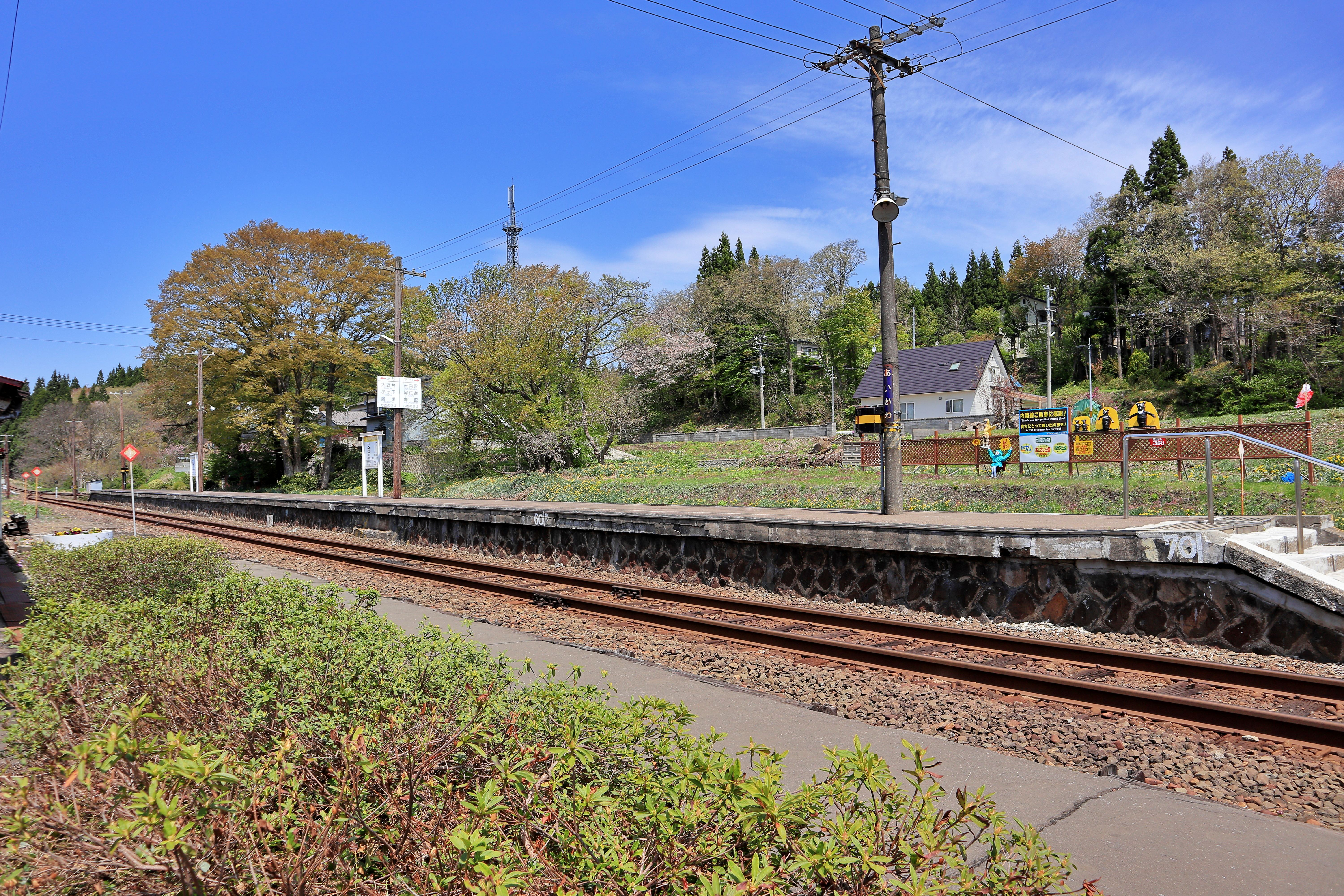
月台(2022年5月)

北秋田市委託的簡易委託站。設有站舍、候車室、出閘窗口（營業時間：6時20分－16時20分）。

### 月台配置
| 月台 | 路線        | 目的地           |
| ---- | ----------- | ---------------- |
| 1    | ■秋田內陸線 | 鷹之巢方向       |
| 2    | ■秋田內陸線 | 阿仁合、角館方向 |

## 相鄰車站
秋田內陸縱貫鐵道
■秋田內陸線
急行森吉
鷹之巢－合川－米內澤
快速（只限下行往角館）、普通
大野台－合川－上杉